# Catalizzatore
In chimica un catalizzatore è una specie chimica che interviene durante lo svolgimento di una reazione chimica che, modificando il complesso attivato della reazione, permette un abbassamento o un aumento dell'energia di attivazione, quindi rispettivamente aumentando (catalisi positiva) o diminuendo (catalisi negativa) la velocità, rimanendo comunque inalterato al termine della stessa (a differenza dei reagenti, che si consumano al procedere della reazione).
L'uso di catalizzatori fa sì che processi che avverrebbero molto lentamente (ad esempio anni) si compiano e si concludano in tempi relativamente brevi (ad esempio secondi, minuti, o ore). Durante il procedere della reazione, il catalizzatore può perdere progressivamente la sua efficacia (si parla in questo caso di disattivazione del catalizzatore), ad esempio a causa di stress termico (degradazione termica) o a causa dell'intervento di sostanze che si depositano su di esso, bloccando i centri attivi (sporcamento) o per un fenomeno chiamato avvelenamento.
L'aumento di velocità viene reso possibile grazie alla variazione del meccanismo di reazione, che quindi comporta un diverso (e minore) livello dell'energia di attivazione (energia potenziale), che deve essere raggiunto per far sì che i reagenti evolvano poi spontaneamente verso il prodotto/i. L'effetto è tale da rendere possibili reazioni che in condizioni normali non procederebbero in maniera apprezzabile: i casi più eclatanti si hanno in biochimica, sia in laboratorio che nella ingegneria biochimica, dove gli enzimi aumentano la velocità delle reazioni anche di 1020 volte.
Sostanze che invece di aumentare la velocità di reazione la diminuiscono sono dette catalizzatori negativi o inibitori.

## Azione

Diagramma di una reazione catalitica che mostra l'energia richiesta a vari stadi lungo l'asse del tempo (coordinate di reazione). I substrati normalmente necessitano di una notevole quantità di energia (picco rosso) per giungere allo stato di transizione, onde reagire per formare il prodotto. La presenza di un catalizzatore (come un enzima) crea un microambiente nel quale i substrati possono raggiungere lo stato di transizione (picco blu) più facilmente, riducendo così la quantità d'energia richiesta. Essendo più facile arrivare a uno stato energetico minore la reazione può avere luogo più frequentemente e di conseguenza la velocità di reazione sarà maggiore.

Un catalizzatore, in generale, modifica il "meccanismo di reazione" della reazione a cui partecipa tramite un percorso reattivo alternativo al quale compete una minore energia di attivazione.
Lo schema più semplice di intervento di un catalizzatore C nella reazione fra due composti A e B è:
A + C → AC 
AC + B → AB + C 
La reazione netta è sempre A + B → AB, mentre C viene rigenerato alla fine di ogni ciclo e non si consuma. Nel caso in cui un composto presente nell'ambiente di reazione (prodotto, solvente, ecc.) si leghi al catalizzatore in modo permanente, si parla di avvelenamento del catalizzatore (o disattivazione), che perde così la sua efficacia. In alcuni casi si avvelena volontariamente parte del catalizzatore per modularne l'efficacia, consentendo così l'ottenimento di intermedi di reazione altrimenti non sintetizzabili.
La frequenza di turnover definisce il rendimento di un catalizzatore ed è data dalla formula
{\displaystyle N={\frac {v}{[Q]}}}
dove v è la velocità di reazione e [Q] la concentrazione molare del catalizzatore omogeneo. In caso di catalisi eterogenea, al denominatore compare la massa del catalizzatore o la sua estensione superficiale.
Una classe particolare di catalizzatori è rappresentata dai catalizzatori per trasferimento di fase, come ad esempio gli eteri corona, che permettono la reazione fra composti in fasi distinte, che non potrebbero reagire altrimenti.

## Catalizzatori omogenei ed eterogenei

### Catalizzatori omogenei

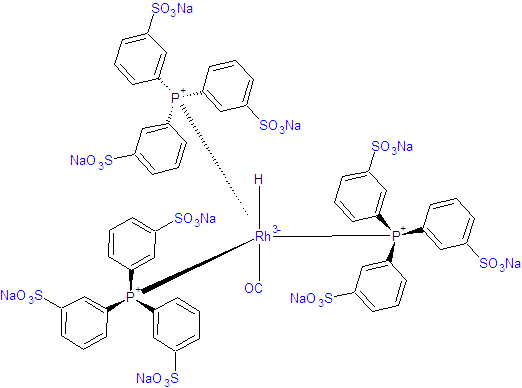
Struttura di un tipico catalizzatore omogeneo al rodio impiegato nel processo di idroformilazione. In questo caso il legante è costituito da tre gruppi di trifenilfosfina solfonata.

Un catalizzatore è detto omogeneo se si trova nella stessa fase dei reagenti. Il vantaggio dei catalizzatori omogenei sta nel miglior contatto con i reagenti; questo è al tempo stesso uno svantaggio, perché è difficile separare e recuperare il catalizzatore alla fine della reazione.
Siccome la molecola che costituisce il catalizzatore omogeneo è completamente esposta ai reagenti, essi presenterebbero (se usati tal quali) un'elevata attività catalitica e una selettività bassa. Per ovviare a questo inconveniente, spesso si uniscono ai catalizzatori dei leganti, che sono costituiti da gruppi stericamente ingombranti, che diminuiscono il numero di siti attivi ma ne aumentano la selettività.
Un esempio di catalizzatore omogeneo è dato dalla molecola cloro-tris(trifenilfosfina)-rodio(I) (avente formula RhCl(PPh3)3), detto anche catalizzatore di Wilkinson e usato per l'idrogenazione in soluzione degli alcheni. Nel caso del catalizzatore di Wilkinson, l'azione di legante è svolto dai gruppi di trifenilfosfina.

### Catalizzatori eterogenei

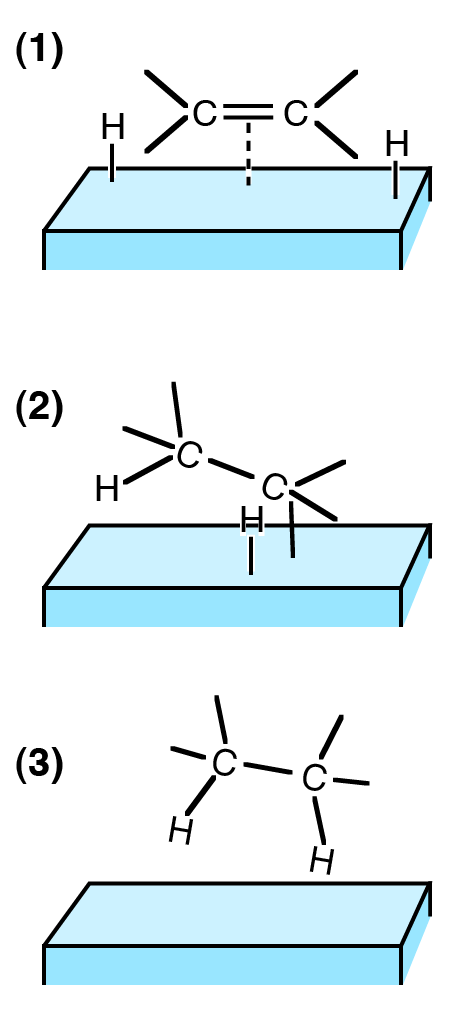
Idrogenazione dell'etene su un catalizzatore eterogeneo

Un catalizzatore è detto eterogeneo se non si trova nella stessa fase in cui sono presenti i reagenti. Un catalizzatore eterogeneo è in genere formato da un supporto (inerte o reattivo) su cui sono posizionati il catalizzatore vero e proprio, ed eventualmente composti per prevenire la sinterizzazione, oltre ad eventuali promotori (sostanze che agiscono in modo particolare migliorando o modulando la performance catalitica).
Le particelle di catalizzatore eterogeneo presentano una struttura porosa, quindi la catalisi avviene sia sulla superficie esterna del catalizzatore sia sulla superficie interna. Questo fa sì che la superficie disponibile allo scambio di materia sia di diversi ordini di grandezza maggiore di quella che si avrebbe se la struttura del catalizzatore eterogeneo fosse compatta. Siccome la superficie interna di un catalizzatore eterogeneo è molto più estesa della sua superficie esterna, in fase di progettazione bisogna tenere conto del trasporto di materia all'interno dei pori del catalizzatore.
I catalizzatori eterogenei sono più vulnerabili all'avvelenamento rispetto alla catalisi omogenea, in quanto è sufficiente che la superficie esterna del catalizzatore sia avvelenata (per esempio a causa di fouling) per rendere inservibile l'intera particella di catalizzatore.

## Catalizzatori di interesse industriale
Dal punto di vista pratico, l'uso principale dei catalizzatori nell'industria chimica consente condizioni di reazione meno drastiche per fare procedere velocemente reazioni di sintesi. Si stima che almeno il 60% di tutte le sostanze commercializzate oggi richiedano l'uso di catalizzatori in qualche stadio della loro sintesi.
Dal punto di vista chimico, i catalizzatori eterogenei possono essere raggruppati come segue:
- metalli: ferro, platino[5][6], argento, rutenio, rodio, palladio[7] (idrogenazione e deidrogenazione)
- ossidi isolanti: ossido di alluminio, silice, ossido di magnesio (disidratazione)[8]
- ossidi semiconduttori: ossido di zinco, ossido di nichel (ossidazione)[9][10]
- acidi: ossido di alluminio su silice, zeoliti (polimerizzazione, cracking, alchilazione)[11]

Alcuni fra i più importanti catalizzatori eterogenei usati nell'industria chimica sono:
- platino con 10% rodio (processo Ostwald, produzione di acido nitrico)
- tetracloruro di titanio e un composto organometallico di alluminio (processo Ziegler-Natta, polimerizzazione di vari polimeri)
- ossido di cromo (processo Phillips, polimerizzazione del polietilene)
- la zeolite ZSM-5 (conversione di idrocarburi,decomposizione NOx)[12]
- i silicoalluminofosfati SAPO (conversione di idrocarburi)
- pentossido di vanadio (produzione di anidride ftalica)

Alcuni esempi di catalizzatori omogenei d'interesse industriale:
- nichel(IV) acetilacetonato (sintesi del benzene)
- dicarbonildiiodo-iridio(III) (processo Cativa, sintesi dell'acido acetico)
- ottacarbonilcobalto(II) (idroformilazione, sintesi di aldeidi)
- cloruro di alluminio(III) (reazione di Friedel-Crafts, sintesi dell'etilbenzene)
- Acetilacetonato di vanadile (reazione di epossidazione di alcoli allilici)

## Biocatalizzatori
Come biocatalizzatori si intendono i catalizzatori che agiscono in reazioni biochimiche, di solito proteine (enzimi, a volte abzimi), raramente RNA (ribozimi). Anche nel caso dei biocatalizzatori si può usare un promotore di catalisi che si chiama cofattoredi tipo effettore, dei substrati di supporto e si hanno le varie tecniche di immobilizzazione delle cellule o i catalizzatori possono essere avvelenati da un cofattore di tipo inibitore enzimatico. Gli enzimi possono catalizzare molti tipi di reazioni chimiche, e ciascun tipo di enzima è specifico per un tipo di reazione. Le reazioni avvengono con grande velocità proprio grazie alla specificità degli enzimi, alcuni enzimi sono vicini alla perfezione catalitica. La parte della molecola reagente con cui questi catalizzatori enzimatici hanno specificità è chiamata substrato. Si forma quindi un complesso enzima-substrato, la cui formazione è dovuta a interazioni deboli di tipo elettrostatico o legami covalenti. Non tutto l'enzima è interessato alla formazione del complesso enzima-substrato, ma solo una parte detta sito attivo. A seconda delle condizioni di flessibilità tra enzima e substrato si avranno diversi gradi di specificità: assoluta, di gruppo, di legame, stereochimica.

## Catalisi ambientale
I catalizzatori usati nelle marmitte delle automobili sono formati da metalli nobili (generalmente platino e rodio) dispersi su un supporto ceramico, formato da ossido di cerio e ossido di zirconio. Promuovono la contemporanea ossidazione del carburante incombusto e del monossido di carbonio ad anidride carbonica e acqua, e la riduzione degli ossidi di azoto ad azoto e acqua. Data la contemporanea attività su tre reazioni, sono detti catalizzatori a tre vie (TWC) o catalizzatori trivalenti.